# Жюпрель
Жюпре́ль (фр. Juprelle, валлон. Djouprele) — коммуна в Валлонии, расположенная в провинции Льеж, округ Льеж. Принадлежит Французскому языковому сообществу Бельгии. На площади 35,36 км² проживают 8405 человек (плотность населения — 238 чел./км²), из которых 49,23 % — мужчины и 50,77 % — женщины. Средний годовой доход на душу населения в 2003 году составлял 13 510 евро.
Почтовые коды: 4450—4453, 4458. Телефонный код: 04.